# Tétanie
La tétanie est un syndrome (ensemble de symptômes) et un état pathologique caractérisé par de longues contractions involontaires de certains muscles.
Cet état est très rarement permanent, et plus souvent périodique (« crises de tétanies »).
On distingue généralement deux types de crises :
1. la crise de tétanie, qui est un syndrome d'hyperexcitabilité neuromusculaire (c'est-à-dire un excès d'excitation nerveuse ou musculaire), dû à des anomalies du métabolisme du calcium (hypocalcémie) et/ou du magnésium, et se traduisant par des accès de contractions musculaires localisées surtout aux extrémités des membres (mains, pieds, mais le visage est parfois touché), pouvant arquer les pieds et recroqueviller les mains (leur donnant parfois l'aspect de mains d'accoucheur). Ce phénomène peut être accompagné de crampes, de fourmillements (paresthésie) et de tremblements. La contraction du muscle est difficilement réductible ;
2. la spasmophilie (ou attaque de panique ou « tétanie latente»[2],[3],[4]), dont les symptômes sont proches, mais qui n'est pas induite par un trouble du métabolisme du calcium. Son mécanisme est encore mal compris. On estime généralement qu'il est favorisé par un état anxieux. Bien que gênantes (mal-être, fourmillements, perte de contrôle, mais non de connaissance, avec fréquentes crampes et fourmillements entre les crises qui entretiennent un état d'anxiété souvent accompagné d'insomnies et donc de fatigue), ces crises sont considérées comme bénignes. Elles s'atténuent et s'espacent avec l'âge puis disparaissent. Des études ont montré que la spasmophilie est liée à une déficience en magnésium[5],[6],[7],[8],[9] et l'administration de sels de magnésium a montré des effets positif sur la spasmophilie.

Les violentes crampes et contractions musculaires causées par le tétanos ne sont plus classées comme tétanie, mais relevant plutôt d'un blocage de l'inhibition des neurones qui alimentent les muscles.
Ces contractures parfois très douloureuses sont source d'angoisse, de malaise et contribuent à accélérer la respiration, ce qui peut aggraver ou entretenir le phénomène.

## Symptômes
- Contractures musculaires (contractions fortes et prolongées durant quelques minutes à plus d'une heure et rarement plusieurs heures) touchant souvent les membres supérieurs comme inférieurs, et plus rarement ceux du visage[10].
- Signe de Trousseau (crampes de la main avec raidissement des doigts, formant une « main d'accoucheur »[10]).
- « Spasmes carpo-pédal (ou carpopédal) » (contractures touchant à la fois des membres supérieurs et inférieurs, souvent avec des fourmillements (dans les mains, les pieds et parfois autour de la bouche)[10].

Il peut exister une spasmophilie (aussi appelée « tétanie latente »), discrètement persistante entre les accès.

Elle peut être détectée par :
- le « signe de Chvostek » : contractions des muscles situés autour de la bouche provoquées par la percussion d'un nerf (branche temporofaciale du nerf facial) au milieu de la ligne qui va du lobule de l'oreille au coin de la bouche[10] ;
- une induction du « signe de Trousseau » par la pose d'un garrot ou le resserrement du brassard d'un appareil de mesure de la tension artérielle, qui vont alors provoquer une contracture de la main et de l'avant-bras[10].

## Pathophysiologie
La tétanie semble le plus souvent due à un trouble du métabolisme du calcium conduisant à une alcalose (le milieu sanguin devient anormalement alcalin, c'est-à-dire riche en bases).
L'hypocalcémie (chute du taux de calcium dans le sang) qui déclenche certaines crises de tétanie peut avoir diverses origines, dont :
- une hypoparathyroïdie. Dans ce cas, c'est un taux d'hormones parathyroïdes anormalement bas dans le sang qui est en cause[10], et le problème est chronique[11]. C'est une cause connue depuis plus d'un siècle[12] ;
- une carence alimentaire[10] (ou par exemple induite par l'allaitement en cas de déficit parathyroïdien[13]) ;
- une mauvaise absorption du calcium lors de la digestion[10] (Syndrome de malabsorption) ;
- un déficit en vitamines du groupe D[10] ;
- un apport excessif de phosphates par des aliments riches en phosphates, un médicament, un clystère au phosphate[14] (De même que la consommation de fourrages riches en phosphates provoque des crises de tétanies chez les animaux herbivores (vache par exemple), le lait riche en phosphate peut induire une tétanie chez l'enfant[10]) ;
- certaines grossesses[10] ;
- une insuffisance rénale (perte excessive de calcium lors de la filtration du sang)[10] ;
- une ostéomalacie[10] (affaiblissement du squelette qui est aussi un réservoir de calcium) ;
- une pancréatite aiguë (inflammation du pancréas)[10] ;
- une transfusion trop importante de sang citraté[10] ;
- un Syndrome d'Albright [10](héréditaire et se manifestant dès la prime enfance), qui affecte le rein et induit une perte de calcium, associé à une sécrétion anormale d'hormones parathyroïdiennes ;
- un hyperaldostéronisme[10] (taux sanguin anormalement élevé d'aldostérone) ;
- un déficit en magnésium dans le sang (hypomagnésémie)[10], qui peut induire une tétanie dite magnésiprive[15] ;
- un déficit en potassium dans le sang (hypokaliémie)[10] ;
- des crises de vomissements (spasmes et perte importante d'ions chlore[10] ;
- certaines maladie infectieuse[10] ;
- une respiration trop ample ou trop rapide[10] (syndrome d'hyperventilation). Ce type de respiration — si elle ne répond pas à une forte demande en oxygène du corps — induit une rapide désacidification du sang, d'une part en diminuant son taux de CO2 (qui donne de l'acide carbonique quand il est en solution), et d'autre part en raison d'une augmentation excessive de bases (substances alcalines). Ceci peut se produire dans certains contextes anxiogènes. Dans ce cas apparaissent des troubles du fonctionnement du calcium, par exemple — entre autres scénarios — lors d'une tachypnée qui fait augmenter le pH sanguin (par hyperventilation et élimination du gaz carbonique (CO2) dissous. Ceci fait précipiter le calcium et provoque une hypocalcémie (qui peut entrainer une convulsion).

Quand le taux de calcium plasmatique (calcémie) est normal, on parle de tétanie normocalcémique ou de spasmophilie.

### Hypocalcémie
L'hypocalcémie est la principale cause de tétanie.

## Complications possibles
- En cas de réaction aiguë à une hypocalcémie importante, un spasme du larynx (« Laryngo-spasme » associé à une réduction du diamètre du larynx) peut survenir et entraîner des difficultés respiratoires ;
- Convulsions, qui peuvent être confondues avec une crise d'épilepsie

## Diagnostic
Il est clinique, et peut s'appuyer sur quelques tests simples :
- le nerf facial quand il est percuté près de l'angle de la mâchoire peut provoquer une contraction des lèvres ;
- la pose provisoire d'un garrot au bras peut induire le signe de Trousseau (accès de contracture de la main).

Il est aussi analytique, avec :
- le dosage du calcium sanguin, qui montre une hypocalcémie ; Remarque : on estime généralement qu'une calcémie normale indique une spasmophilie ;
- le dosage du phosphore sanguin (phosphorémie) qui montre au contraire une élévation du taux de phosphore ;
- le dosage du magnésium sanguin (magnésémie) qui montre éventuellement une chute du magnésium (hypomagnésémie) ;
- l'électromyogramme peut présenter des perturbations résultant d'une excitabilité accrue des fibres musculaires, supposées induites ou aggravée par l'accélération volontaire ou involontaire de la respiration (y compris en phase de tétanie latente) ;
- l'électrocardiogramme peut montre un allongement de l'espace QT, a priori lié à l'hypocalcémie.

### Diagnostic différentiel
Il vérifie qu'il ne s'agit pas
- de spasmophilie ;
- de « simples » crampes musculaires (fréquentes chez les sportifs, personnes âgées ou femmes enceintes, notamment durant la nuit et touchant essentiellement les membres inférieurs pendant le sommeil, ou à la suite de la prise de diurétiques qui peuvent induire une perte de potassium).

## Traitement
Il est à adapter à la cause de la tétanie quand elle a pu être trouvée, par exemple :
- l'hypocalcémie est combattue par une injection intraveineuse et lente d'une solution contenant du calcium, puis par un traitement oral (calcium + vitamine D)
- hypoparathyroïdie doit être traitée de manière appropriée
- les crampes peuvent être parfois rendues plus rares ou supprimées grâce à certains médicaments (quinine, quinidine, antihistaminiques)
- apprendre à ralentir sa respiration
- respirer dans un sac en papier est une méthode dont l'intérêt est discuté en raison de possibles effets adverses